# Магжанов, Наиль Мунирович
Наиль Мунирович Магжанов (29 июля 1980, Астрахань, СССР) — российский футболист, выступавший на позиции полузащитника. Тренер.

## Биография
Родился и вырос в Астрахани. Начинал заниматься футболом в школе клуба «Судостроитель», откуда затем перешёл в ДЮСШ «Волгарь». Первый тренер — Вадим Комаров.
В 1996 и 1997 годах выступал на любительском уровне за фарм-клуб «Волгарь-Газпром-2». На профессиональном уровне дебютировал в 1998 году, сыграв за «Волгарь-Газпром» два матча во втором дивизионе и три в Кубке России. Позже в том же году перешёл в другой астраханский клуб — «Судостроитель», за который отыграл ещё полтора года в любительской лиге. В 2000 году провёл за «Судостроитель» 35 матчей и забил 6 голов во втором дивизионе, во второй части сезона 2001 сыграл за команду 19 матчей и забил 13 голов, а также провёл 3 игры в первом дивизионе за «Волгарь». В 2002 и во второй части 2003 года выступал в аренде за клубы «Титан» (Реутов) и «Алнас». С 2004 года на постоянной основе выступал за «Волгарь-Газпром». В сезоне 2004 забил 21 гол, став вторым лучшим бомбардиром зоны «Юг», и был признан лучшим полузащитником зоны. Его команда заняла по итогам сезона второе место, но благодаря лишению профессионального статуса победителя зоны ставропольского «Динамо», вернулась в первый дивизион. В сезонах 2006 и 2007 сыграл 57 матчей и забил 9 мячей в первом дивизионе.
В 2007 году, после лишения «Волгаря» профессионального статуса, Магжанов стал игроком волгоградского «Ротора». В 2008 году вернулся в астраханский клуб, который после восстановления профессионального статуса выступал под названием «Волгарь-Газпром-2», и в том же сезоне стал победителем зоны «Юг», вновь добившись выхода в первый дивизион. Покинув команду в начале 2011 года, провёл сезон во втором дивизионе в клубах «Сокол» и «Сахалин», после чего завершил карьеру.
После завершения игровой карьеры работал тренером в клубе «Волгарь-Астрахань» (фарм-клуб «Волгаря»), с которым провёл сезон 2012/13. Возглавлял молодёжную команду (дубль) «Волгаря». В 2018 году вошёл в тренерский штаб «Волгаря».

## Достижения
«Волгарь-Газпром»
- Победитель второго дивизиона (зона «Юг»): 2008

### Личные
- Лучший игрок «Судостроителя» в сезоне 2001[1]
- Лучший полузащитник зоны «Юг» второго дивизиона: 2004

## Личная жизнь
Супруга — Ирина. Есть 2 дочери (на 2007 год).